# Spaltplatte
Als Spaltplatte werden zwei verschiedene Arten von Platten bezeichnet, die beide vornehmlich als Wand- und Bodenbeläge eingesetzt werden:
- zum einen handelt es sich um entlang ihres Flächengefüges gespaltene Werksteine aus Naturstein und
- zum anderen um nach dem Brand entlang einer definierten Linie gespaltene Keramikfliesen aus Steinzeug und Feinsteinzeug.

## Natursteinplatten
Spaltplatten aus Naturstein werden überwiegend aus leicht spaltbaren Sedimentgesteinen wie Solnhofener Plattenkalk, einige Dolomitgesteine und geeignete Sandsteine sowie metamorphen Gesteinen mit Richtungsgefüge wie Schiefer und Quarzite (Beispiel: Alta-Quarzit) oder Gneise (Beispiel: Serizzo) hergestellt.
Tonschiefer kann oft mit geringem Kraftaufwand und dabei so dünn und gleichmäßig gespalten werden, dass daraus bis etwa 6 mm dünne Dachschieferplatten und Schiefertafeln hergestellt werden können.

## Keramische Platten
Keramische Spaltplatten sind Keramikfliesen, die in der DIN 14411 behandelt werden. Die Grünlinge werden durch Strangpressen hergestellt und erhalten dabei (ähnlich wie Langlochziegel) einige durchlaufende Hohlkammern in Längsrichtung. Die Hohlkammern liegen auf einer Linie in der Plattenmitte und geben so eine Sollbruchstelle vor, entlang derer die Platten nach dem Brand gespalten werden. Die Stege zwischen den Hohlkammern verbleiben jeweils zur Hälfte an der Rückseite der rechten und linken Spaltplatte. Spaltplatten sind dadurch mit einer Stärke von etwa 20 bis 30 mm wesentlich dicker als moderne Keramikfliesen. Die stark profilierte Rückseite ermöglicht bei der Verlegung einen guten Verbund mit dem Klebemörtel. Die Doppelplatten aus Steinzeugmasse werden bei über 1200 °C gebrannt.

### Glasierte Spaltplatten
Gespaltene Keramikfliesen wurden im 20. Jahrhundert häufig als Wand- und Bodenbelag eingesetzt. Sie eignen sich auch als Belag für Treppen, Terrassen und Balkone. Bekannt sind etwa die rechteckigen, farbig glasierten Spaltplatten in hellblauer, fahlgelber und rosa Farbtönen an den Wänden von Berliner U-Bahn-Stationen. Gelegentlich werden glasierte Spaltplatten auch als Fassadenbekleidung eingesetzt.

### Unglasierte Spaltplatten
Spaltklinker werden ebenso wie gespaltene Verblender (Flach- und Sparverblender) häufig als Fassadenbekleidung verwendet.